# Owen Panneflek
Owen Panneflek, né le 4 octobre 2006, est un footballeur néerlandais qui joue au poste d'attaquant au FC Twente.

## Biographie

### Carrière en club
Owen Panneflek est formé par le FC Twente, où il s'illustre d'abord en équipes de jeunes, connaissant ses premières feuilles de matchs avec l'équipe de championnat des Pays-Bas lors de la saison 2024-2025, au cours de laquelle il signe son premier contrat professionnel,.
Il apparaît alors aussi sur le banc lors des matchs de la Ligue Europa 2024-2025.

### Carrière en sélection
En juin 2025, Panneflek est convoqué avec l'équipe des Pays-Bas des moins de 19 ans pour participer au Championnat d'Europe des moins de 19 ans qui a lieu en Roumanie.
Les Pays-Bas remportent la demi-finale contre la Roumanie, sur le score de 3-1.

## Palmarès
À venir